# Petrijeva zdjelica
Petrijeva zdjelica je plitka prozirna staklena ili plastična cilindarska zdjelica koju biolozi koriste u promatranju raznih kultura bakterija i drugih mikroorganizama na posebno pripravljenim hranjivim podlogama. Ime je dobila po njemačkom bakteriologu Juliusu Richardu Petriju (1852. – 1921.) koji ju je izumio 1877. dok je radio kao asistent kod Roberta Kocha.

## Vanjske poveznice
- Slika 12.4. Raznolikost bakterijskih kolonija na agarskoj ploči.  Arhivirana inačica izvorne stranice od 24. prosinca 2014. (Wayback Machine)